# Грима, Кармни
Кармни Грима (мальт. Karmni Grima), имя при крещении Кармела Грация Джузеппа (итал. Carmela Grazia Giuseppa Grima); 2 февраля 1838, Арб, Мальта — 25 февраля 1922) — мальтийская крестьянка, считается свидетельницей явления Девы Марии.

## Биография

### Семья
Кармни Грима родилась в деревне Арб (остров Гоцо, Мальта) в бедной крестьянской семье, членам которой односельчане дали коллективное прозвище ta’ Pari (на местном диалекте ta’ Pori).
Отец Кармни Томас Грима родился в Арбе 11 декабря 1781 года. В 1812 году он женился на Грации Агиус, пятидесятишестилетней вдове, также уроженке Арба. В 1825 году Грация умерла, а годом позже Томас женился на Антонии Апап (1805—1860) из Рабата. В семье было восемь детей:
- Мария Анджелика Франческа (1827—1860);
- Джузеппа Анджелика Джованна (1828—1898);
- Джузеппе Микеланджело Никола (1831—1913);
- Микеланджело Паоло (1832—1918);
- Джованна Джулианна Маргерита (1834—1899);
- Микеланджело Пубблио Дионизио (1835—1899);
- Кармела Грация Джузеппа (1838—1922);
- Андреа Алоизиус Винченцо (1840)[1].

Среди братьев и сестёр Кармни Гримы единственным, кто вступил в брак и имел детей, был её старший брат Микеланджело Пубблио Дионизио. Его дочь Мария Антония и сын Джузеппе были последними известными носителями прозвища ta’ Pari.
Кармни умела читать и писать, хотя грамотность в то время не была распространена в Арбе. Благодаря этому она читала вслух молитвы на встречах верующих и даже сочиняла их сама (запись одной из составленных ею молитв хранится в её доме-музее).

### Явление Девы Марии

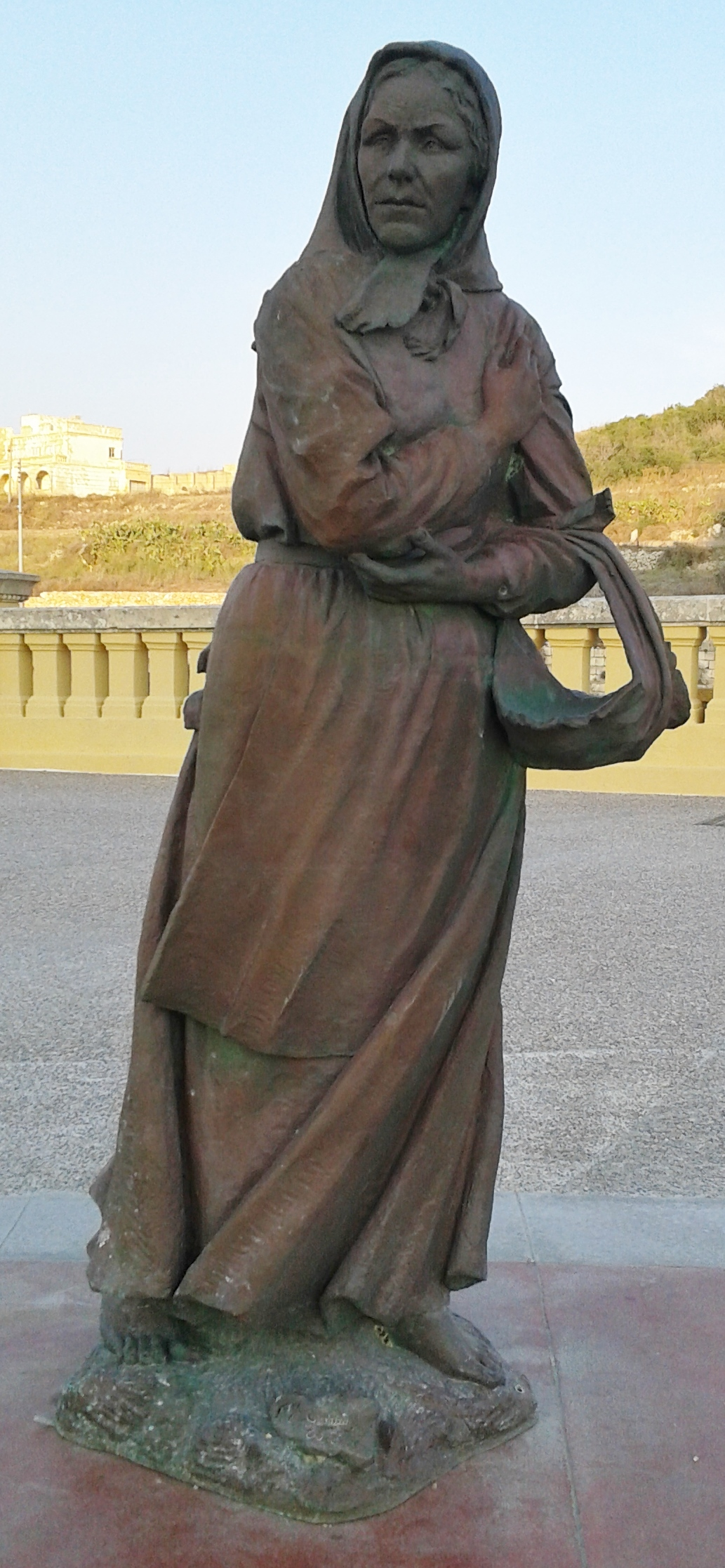
Памятник Кармни Гриме возле базилики Девы Марии Та’Пину

Согласно католическому преданию, 22 июня 1883 года, проходя мимо часовни, сорокапятилетняя Кармни Грима услышала загадочный голос: «Зайди… зайди сегодня. Целый год ты не сможешь сюда вернуться». Войдя, она услышала тот же голос, доносившийся с алтарного образа Успения Богоматери: «Трижды прочитай „Аве Мария“ в память о трёх днях, что я провела в гробнице». После этого Кармни заболела и смогла снова прийти в часовню только год спустя.
В течение двух лет после явления Девы Марии Кармни не рассказывала о нём никому. Затем она рассказала о видении своему духовнику Джузеппе Чефаи, а также соседу — Франческо Портелли. Последний ответил, что также слышал этот голос, а вскоре после этого чудесным образом была исцелена его мать Винченца. После разговора с Кармни и Франческо епископ Пьетро Паче заключил, что явления действительно имеют божественную природу. После этого часовня Успения Богоматери стала популярным среди жителей Гоцо и Мальты местом паломничества, а явление Девы Марии было признано «самым значительным событием в истории епархии».
В 1920 году на месте часовни началось строительство церкви Девы Марии Та’Пину (она была освящена в 1931 году, а в 1932 возведена в ранг базилики).
Последние пятнадцать лет жизни Кармни Грима была прикована к постели, однако благодаря своей вере терпеливо переносила страдание. 25 февраля 1922 года она скончалась.

## Память
В доме, где жила Кармни Грима, в 1965 году по просьбе её племянников был открыт музей. Первоначально музей занимал лишь часть дома, однако после смерти Марии Антонии Гримы в 1974 году был расширен. В 2013 году завершилась реставрация музея.
В 1993 году имя Кармни Гримы присвоено начальной школе Арба.
Папа Иоанн Павел II упомянул Кармни Гриму в послании к епископам Мальты и Гоцо от 26 августа 1983 года, ошибочно назвав её «молодой девушкой».